# Gare d'Ankara
La gare d'Ankara est la principale gare ferroviaire d'Ankara, la capitale de la Turquie..

## Histoire
La gare a été construite en 1937 dans le style art déco par Şekip Akalın (tr) et a été ouverte le 30 octobre de la même année[réf. souhaitée].
Le 10 octobre 2015, deux bombes ont explosé à l'entrée de la gare centrale d'Ankara, tuant plus de 108 personnes et blessant plus de 500 personnes. L'attentat est le plus meurtrier de l'histoire de la Turquie.